# Древние кхасы
Древние кхасы (дев. खस, khasa), или кхасия — палеоевропейский народ, обитавший на южном склоне Гималаев от Кашмира до Бутана. Возможно, кхасы прибыли в Индию из Центральной Азии и заселили территорию современных регионов Химачал-Прадеш, Уттаракханд, Непал, север Бенгалии, Сикким и Бутан. Предположительно, кхасы были потомками клана Каши, принадлежавшего к династии Икшваку и достигшего пика своего могущества в период расцвета буддизма на Индийском субконтиненте. Кхасов также считают потомками камбоджей, которые сначала заселили северо-запад Индийского субконтинента, а в 1 тысячелетии также мигрировали на восток. Согласно одной из версий, кхасы прибыли в Индию из Таджикистана.